# Unrepresented Nations and Peoples Organisation
Unrepresented Nations and Peoples Organization (UNPO, i svensk översättning Orepresenterade nationer och folks organisation) är en fristående organisation bildad 1991 av representanter för etniska minoriteter i olika stater under ledning av Dalai Lama. Sin förkortning till trots, är organisationen inte någon del av FN-systemet. FN har uppgetts betrakta organisationen som en internationell organisation till skydd för de mänskliga rättigheterna.

## Organisation
Organisationen uppger sig i november 2019 företräda 44 medlemsorganisationer för olika etniska minoriteter. Skåneland var medlem från 1993 till 2011.
Högkvarteret är beläget i Bryssel, Belgien.
Ordförande är stockholmaren Nasser Boladai, som representerar West Balochistan och generalsekreterare är sedan 2022 Edna Adan Ismail efter Ralph J. Bunche III.

## Medlemsländer
Listan innehåller de medlemmar som finns listade på UNPO:s hemsida i november 2019. Medlemsländer markerade med kursiv text är ursprungsmedlemmar. 
| Medlem                                   | Medlem sedan      | Representerad av                                                                     | Ref.   |
| ---------------------------------------- | ----------------- | ------------------------------------------------------------------------------------ | ------ |
| Abchazien                                | 6 augusti 1991    | Utrikesministeriet i Republiken Abchazien                                            | [ 9 ]  |
| Aceh                                     | 1991              | Rörelsen för ett fritt Aceh                                                          | [ 10 ] |
| Afrikander                               | 5 maj 2008        | Frihetsfront Plus                                                                    | [ 11 ] |
| Ahwazi                                   | 14 november 2003  | Demokratiska solidaritetspartiet i Ahwaz                                             | [ 12 ] |
| Ambazonia                                | 28 mars 2018      | Ambazonias regeringskansli                                                           | [ 13 ] |
| Assyrien                                 | 6 augusti 1991    | Assyrian Universal Alliance                                                          | [ 14 ] |
| Baluchistan                              | 1 mars 2008       | Balochistan National Party                                                           | [ 15 ] |
| Barotseland                              | 23 november 2013  | Barotse National Fredom Alliance                                                     | [ 16 ] |
| Batwa                                    | 17 januari 1993   | Cultural Conservation Act (Rwanda)                                                   | [ 17 ] |
| Bellahfolket                             | 6 juni 2017       | Malian Association for the Preservation of Bellah Culture                            | [ 18 ] |
| Bretagne                                 | 8 juni 2015       | Kelc’h An Dael                                                                       | [ 19 ] |
| Chittagong Hill Tracts                   | 6 augusti 1991    | Parbatya Chattagram Jana Samhati Samiti                                              | [ 20 ] |
| District of Columbia                     | 4 december 2015   | D.C. Statehood Congressional Delegation                                              | [ 21 ] |
| Gilgit-Baltistan                         | 20 september 2008 | Galgit-Balistans demokratiska allians                                                | [ 22 ] |
| Haratin                                  | 18 september 2011 | Initiative de Résurgence du Mouvement Abolitionniste en Mauritanie                   | [ 23 ] |
| Hmong                                    | 2 februari 2007   | Congress of World Hmong People                                                       | [ 24 ] |
| Kabylien                                 | 6 juni 2017       | MAK-Anavad                                                                           | [ 25 ] |
| Katalonien                               | 14 december 2018  | Kataloniens parlament                                                                | [ 26 ] |
| Khmer-Krom                               | 15 juli 2001      | Khmers Kampuchea-Krom Federation                                                     | [ 27 ] |
| Krimtatarer                              | 11 februari 1991  | Krims mejlis                                                                         | [ 28 ] |
| Latinamerikanska ursprungsfolk (projekt) |                   |                                                                                      | [ 29 ] |
| Lezginer                                 | 7 juli 2012       | Federala Leziginiska nationella och kulturella autonomi                              | [ 30 ] |
| Madhesh                                  | 14 oktober 2017   | Allians för ett självständigt Madhesh                                                | [ 31 ] |
| Nagaland                                 | 23 januari 1993   | National Socialist Council of Nagalim                                                | [ 32 ] |
| Ogaden                                   | 6 februari 20110  | Ogadens nationella befrielsefront                                                    | [ 33 ] |
| Ogoni                                    | 19 januari 1993   | Movement for the Survival of the Ogoni People                                        | [ 34 ] |
| Oromo                                    | 19 december 2004  | Oromo Liberation Front                                                               | [ 35 ] |
| Rhobothbaster                            | 2 februari 2007   | Captains Council                                                                     | [ 36 ] |
| Savojen                                  | 15 juli 2014      | État de Savoie                                                                       | [ 37 ] |
| Sindh                                    | 19 januari 2002   | World Sindhi Institute                                                               | [ 38 ] |
| Somaliland                               | 19 december 2004  | Somalilands regering                                                                 | [ 39 ] |
| Sulu                                     | 5 januari 2015    | Sulu Foundation of Nine Ethnic Tribes                                                | [ 40 ] |
| Sydmoluckerna                            | 6 augusti 1991    | Republiken Sydmoluckerna                                                             | [ 41 ] |
| Södra Azerbajdzjan                       | 2 februari 2007   | Södra Azerbajdzjans demokratiska parti                                               | [ 42 ] |
| Södra Mongoliet                          | 2 februari 2007   | Södra Mongoliets centrum för mänskliga rättigheter                                   | [ 43 ] |
| Taiwan                                   | 11 februari 1991  | Taiwan Foundation for Democracy                                                      | [ 44 ] |
| Talysh                                   | 15 juli 2014      | Talyshs nationella rörelse                                                           | [ 45 ] |
| Tibet                                    | 11 februari 1991  | Centrala tibetanska administrationen                                                 | [ 46 ] |
| Tsamerien                                | 8 juni 2015       | Fondacioni Demokratik Çamëria                                                        | [ 47 ] |
| Västbaluchistan                          | 26 juni 2005      | Balochistan People's Party                                                           | [ 48 ] |
| Västpapua                                | 15 oktober 2014   | Organisasi Papua Merdeka                                                             | [ 49 ] |
| Västra Togoland                          | 2017              | Homeland Study Group Foundation                                                      | [ 50 ] |
| Östra Kurdistan                          | 2 februari 2007   | Hîzbî Dêmukratî Kurdistanî Êran och Komełey Şorrişgêrrî Zehmetkêşanî Kurdistanî Êran | [ 51 ] |
| Östturkestan                             | 11 februari 1991  | Dunya Uyghur Qurultiyi                                                               | [ 52 ] |